# Prestonia haughtii
Prestonia haughtii är en oleanderväxtart som beskrevs av R. E. Woodson. Prestonia haughtii ingår i släktet Prestonia och familjen oleanderväxter. Inga underarter finns listade i Catalogue of Life.